# Okuhara Seiko
Okuhara Seiko (奥原 晴湖) (1837–1913) est une artiste bunjin-ga japonaise de la fin du XIXe siècle. En 1891, âgée de 55 ans, elle se retire dans un petit village de campagne. Les peintures de cette époque sont considérées comme ses meilleurs travaux.

## Biographie
Née dans une famille de la classe des samouraïs et peintre réputée pour son succès, Okuhara Seiko réside principalement à Edo/Tokyo. Elle y enseigne la peinture. Elle vit ses dernières années avec son compagnon et étudiant, Watanabe Seiran (1855-1918). 
Son travail est influencé par l'école Kanō, mais est aussi catégorisée comme membre de l'école Bunjin-ga literati. Okuhara, comme la plupart des artistes japonais à succès de son temps, a adapté le style literati chinois au goût japonais.

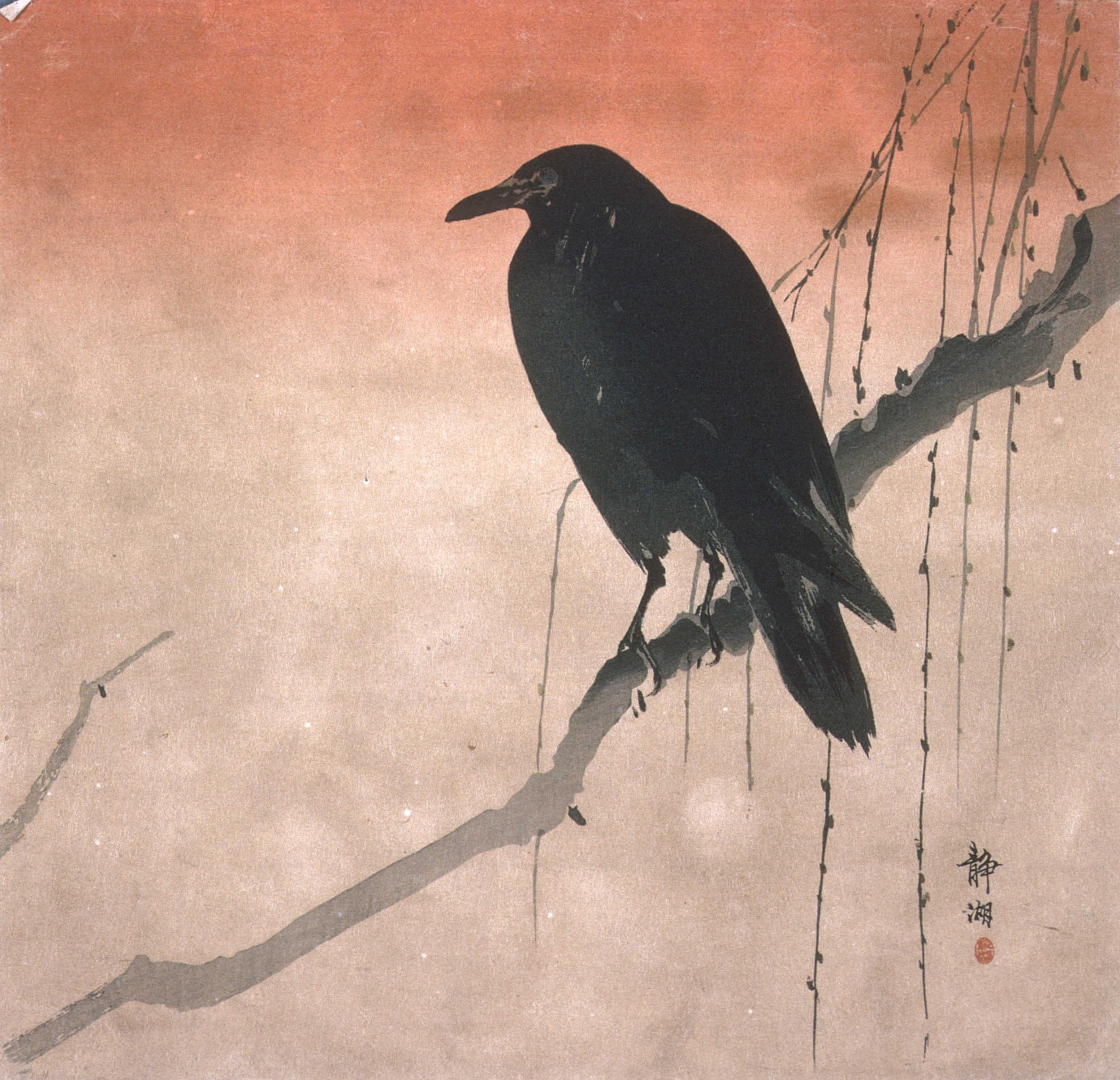
Sans titre.

Au début de sa carrière, elle change son nom de Setsuko en Seiko, non genré. Son travail a été qualifié de « masculin » à la fois en peinture et en calligraphie, ce qui peut être attribué au style de vie libéral qu'elle a adopté et au rôle des femmes peintres à l'époque. Elle était également connue pour porter des vêtements masculins et des cheveux courts, évitant délibérément une apparence féminine. En tant que célèbre artiste féminine bunjin-ga (ou literati), elle est réputée pour avoir remporté le succès grâce à ses propres mérites artistiques, sans liens littéraires ou artistiques, tout comme sa contemporaine Noguchi Shohin. Les deux artistes omettaient le kanji « joshi », marque du féminin, dans leurs signatures. Okuhara et Noguchi Shohin étaient des amies de l'homme d'État Kido Takayoshi et elles ont bénéficié de son patronage. À trois, ils créent des gassaku, des peintures collaboratives comprenant à la fois des images et du texte.

## Style
Elle est une élève de Tani Bunchō, mais en raison de son sexe, elle n'est pas autorisée à entrer formellement en apprentissage. Une partie de sa formation artistique consiste à copier des funpon (modèles picturaux), que l'on peut remarquer dans ses œuvres et qu'elle utilise également plus tard dans son enseignement. L'utilisation de funpon vient des literati chinois. Seiko est célèbre pour son style individuel, inspiré d'une variété d'éléments et d'exemples artistiques.

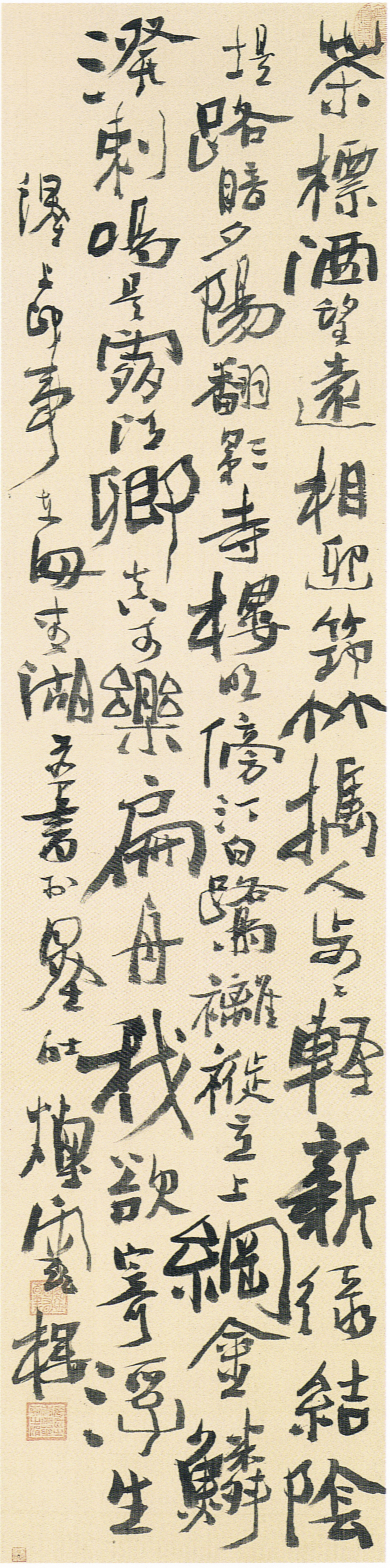
Sept poèmes (Époque Meiji).
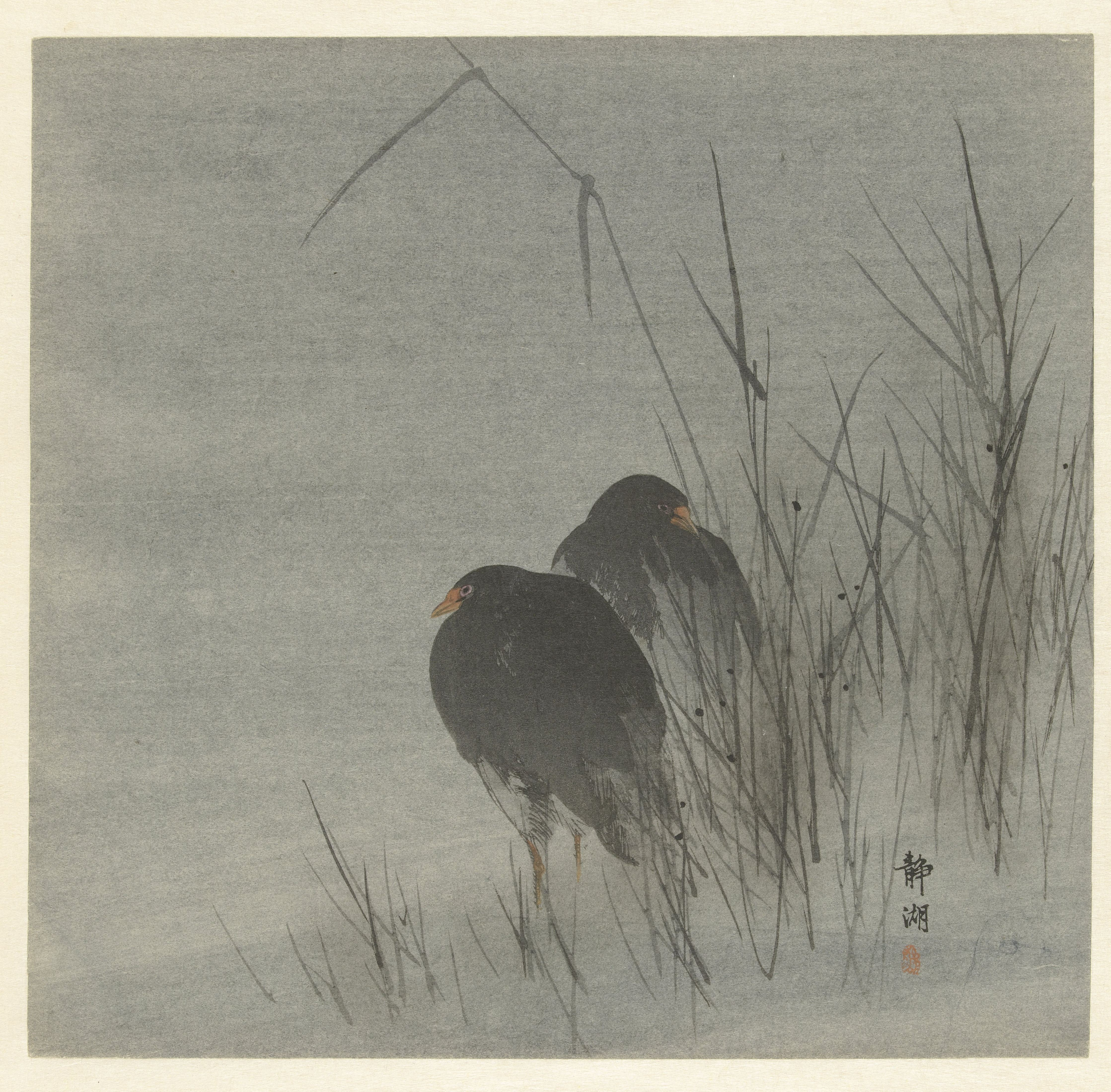
Deux foulques entre des roseaux (c. 1900-1910).